# Бер, Рихард
Рихард Бер (нем. Richard Baer; 9 сентября 1911, Флос, Верхний Пфальц, Германская империя, — 17 июня 1963, Франкфурт-на-Майне, ФРГ) — штурмбаннфюрер СС, комендант концлагерей Освенцим и Миттельбау.

## Биография
Рихард Баер родился 9 сентября 1911 года в семье фермера Карла Бера и его жены Анны Мейерхёфер. От предыдущих браков его отца имел двух сестёр и брата. Помимо фермы, площадью в восемь гектаров, родители держали ещё продуктовый магазин. Бер исповедовал протестантизм. С 1917 по 1924 год посещал начальную школу во Флоссе. После окончания школы он уехал из дома в 1925 году и в течение трёх лет учился на кондитера в Вайдене у владельца местной кондитерской Фрица Штарка, одновременно посещая профессионально-техническое училище.
1 февраля 1931 года вступил в НСДАП (билет № 454991). 1 июля 1932 года был зачислен в ряды СС (личный номер 44225). В местном отряде СС он встретил ставшего впоследствии комендантом концлагеря Нойенгамме Мартина Готфрида Вайса. 10-12 эсэсовцев из роты в Вайдене поначалу собирались раз в неделю в свободное от работы время для военно-спортивных занятий. Под руководством Вайса небольшой отряд СС по выходным обеспечивал защиту ораторов на партийных собраниях в окрестных деревнях.
С 19 апреля 1933 года служил в охране концлагеря Дахау. Там под руководством Теодора Эйке его обучали военному делу, идеологической подготовке и систематизированному террору по отношению к заключенным, чтобы подготовить к дальнейшей службе в лагере. В 1934 году был переведен в охранный батальон СС в концлагере Ораниенбург. С 20 декабря 1934 по 31 марта 1935 года служил в охране берлинского концлагеря Колумбия-Хаус, который использовался гестапо в качестве тюрьмы.
С 1937 года командовал взводом в концлагере Заксенхаузен. После прохождения учебного курса в марте 1938 года был переведён в концлагерь Бухенвальд, где служил в качестве командира взвода и инструктора охраны. В сентябре 1938 года ему было присвоено звание унтерштурмфюрера СС. В конце 1938 года возглавил охрану в концлагере Нойенгамме. Под надзором Бера и его охранников команда из 100 заключённых осуществляла  принудительные работы на кирпичном заводе.
В мае 1940 года был направлен на службу в танковую дивизию СС «Мёртвая голова» в Корбах. В составе дивизии принял участие во Французской кампании. После оккупации Франции недолго занимал должность командира гарнизона. В июне 1941 года во время нападения на СССР. 17 ноября 1941 года во время боёв в Демянске был ранен в бедро. В декабре 1941 года вернулся в концлагерь Нойенгамме, в офицерском госпитале вылечил свое ранение. Комендант Нойенгамме Мартин Вайс весной 1942 года назначил Бера своим адъютантом, хотя он официально вступил в должность только 1 июля 1942 года. 1 сентября 1942 года когда Вайс был назначен комендантом концлагеря Дахау, Бер исполнял обязанности коменданта Нойенгамме до прибытия Макса Паули. В конце сентября 1941 года Бер участвовал в убийствах 197 советских военнопленных в специальных газовых камерах, а также в отборе заключённых, впоследствии убитых в ходе проведения так называемой Акции 14f13 в рамках программы эвтаназии T-4. С 13 ноября 1942 до мая 1944 года Бер был адъютантом Освальда Поля в Главном административно-хозяйственном управлении СС (ВФХА).
6 января 1942 года Бер женился на продавщице, некой Марии (родилась 24 марта 1922 года) из Гамбург-Бергедорфа, дочери мастера-живописца, с которым он познакомился в конце 1938 года. Брак был бездетным.
19 мая 1944 года Генрих Гиммлер назначил Бера комендантом концлагеря Освенцим. Бер сменил на этом посту Артура Либехеншеля, уволенного за излишнюю мягкость по отношению к заключённым. При руководстве Бера в лагере ужесточились режим: на должность капо вместо политических заключенных были поставлены уголовники, а в лагере вновь была введена практика расстрелов за побег или его попытку.
Бер участвовал в планировании и проведении эвакуации лагеря, которая была завершена в январе 1945 года. Согласно послевоенным показаниям бывшего оберштурмфюрера Вильгельма Райшенбекка, Бер лично отбирал эсэсовцев для сопровождения колонн заключенных и давал им указания расстреливать бегущих заключенных и тех, кто оставался во время марша. Сам Бер вместе со своим штабом отправился в концлагерь Гросс-Розен, который предназначался для узников эвакуированного Освенцима.
После эвакуации Освенцима 1 февраля 1945 года сменил Отто Фёршнера на посту коменданта концлагеря Миттельбау в тюрингском Нордхаузене. Вместе с ним в Миттельбау пришло большинство руководства Освенцима, например, Франц Хёсслер, занимавший в Освенциме должность шуцхафтлагерфюрера, а также главный врач лагеря Эдуард Виртс. На посту коменданта Бер проводил казни советских подневольных рабочих.

### После войны
После окончания войны Бер вместе с женой решили вернуться в его родной город. По дороге туда его дважды останавливали солдаты армии США и оба раза его отпускали, потому что им не удавалось идентифицировать его как эсэсовца. Прибыв в Вайден, пара направилась в южную Баварию, где Бер нашёл работу на различных фермах. В этот период он работал под своим настоящим именем. Когда он завершил работу в Наббурге, то раздобыл полицейский бланк снятия себя с учёта, в котором его данные были написаны простым карандашом. Бер стёр соответствующие записи и вписал другие, выдав себя за Карла Неймана, родившегося 11 сентября 1909 года в Нидерау. В декабре 1945 года супруги добрались до Гамбурга, где Беру удалось на чёрном рынке раздобыть свидетельство об освобождении из советского плена на имя того же Неймана, и под этим же именем он встал на учёт в полиции.
В начале 1946 года он устроился на работу на ферме в Хоэнхорне, где проработал до лета того же года, после чего устроился на постоянную работу лесничего в поместье Бисмарков в Заксенвальде. На краткий период он проработал там же сотрудником администрации, продавцом древесины и дворником. Живя в скромных условиях, он смог в 1950 году арендовать небольшой дом в Дассендорфе, который в 1959 году купил на деньги своего тестя. Он жил отдельно от Анны, которая жила вместе со своими родителями в гамбургском районе Бергедорф (где они все состояли на учёте в полиции), и знала о местонахождении мужа, временами проживая у него. Бер сторонился своих соседей, а с коллегами контактировал, только если того требовала работа.
Следствие заинтересовалось Бером только в 1955 году во время предварительного судебного расследования в отношении Вильгельма Райшенбекка, который во время марша смерти из Освенцима убивал по приказу Бера тех отобранных узников, которые не могли идти дальше. Поскольку жена Бера жила под своим настоящим именем и не скрывалась, то у неё была конфискована вся корреспонденция, но выйти на след Бера тогда не удалось и следствие поначалу забуксовало. 21 октября 1960 года прокуратура Франкфурта-на-Майне выдала ордер на арест и, в рамках розыска, в декабре того же года в нескольких газетах было опубликовано объявление о его розыске с фотографией и обещанием вознаграждения в размере 10 000 марок. Следователи получили более 200 сведений, из которых только три помогли им выйти на след Бера.
Утром 20 декабря 1960 года представитель прокуратуры в сопровождении двух полицейских подъехал к месту работы Бера на лесопилке в Заксенвальде. Бер не оказал никакого сопротивления при аресте, хотя поначалу настаивал, что его зовут Карл Нейман. Его отвезли домой, где также была обнаружена Анна. После того, как Бера опознали по шраму на бедре (который он получил во время войны), он перестал отнекиваться, но попросил, чтобы на него, как на бывшего офицера, не надевали наручники. После того, как арест Бера был обнародован, его работодатель, князь Отто фон Бисмарк, отказался давать какие-либо комментарии.
Во время следствия Бер отрицал какую-либо свою причастность к убийству еврейских заключённых. Пробыв в следственном изоляторе в Хаммельгассе более двух с половиной лет, Бер скончался от сердечного приступа до того, как должен был начаться основной судебный процесс по его делу.